# Leptocneria bistigmalis
Leptocneria bistigmalis är en fjärilsart som beskrevs av Embrik Strand 1925. Leptocneria bistigmalis ingår i släktet Leptocneria och familjen tofsspinnare. Inga underarter finns listade i Catalogue of Life.